# Skútustaðir
Skútustaðir (is. Skútustaðahreppur) è un comune islandese della regione di Norðurland eystra.
All'interno del comune si trova il villaggio di Reykjahlid.